# Bohdan Ostoja-Samborski
Bohdan Ostoja-Samborski, ps. „Hipolit” (ur. 9 listopada 1894 w Warszawie, zm. 7 grudnia 1974 w Lancié, Francja) – polski prawnik i urzędnik konsularny.

## Życiorys
Studiował prawo w Wiedniu (1913–1914). Pełnił służbę w oddziałach saperskich w armii carskiej. Członek Polskiej Organizacji Wojskowej. W 1918 wstąpił do polskiej służby zagranicznej, pełniąc m.in. funkcję urzędnika MSZ (1918–1919), sekretarza w Kurytybie (1919–1921), urzędnika Departamentu Konsularnego MSZ (1921–1922), sekretarza/wicekonsula w Rotterdamie (1922–1928), wicekonsula/konsula RP w Paryżu (1926–1929), konsula w Strasburgu (1929–1931), radcy ministra/z-cy naczelnika wydziału w Departamencie Konsularnym MSZ (1931–1932), konsula/konsula generalnego w Opolu (1933–1937), radcy/naczelnika wydziału opieki prawnej Departamentu Konsularnego MSZ (1937–1939), konsula generalnego w Paryżu (1939).
Dowódca jednego z oddziałów polskiego ruchu oporu na południu Francji, w Polskiej Organizacji Walki o Niepodległość „Monika”. Po wojnie przebywał na emigracji we Francji.

## Ordery i odznaczenia
- Order Virtuti Militari
- Order Odrodzenia Polski
- Złoty Krzyż Zasługi (9 listopada 1932)[3]
- Krzyż Kawalerski Orderu Legii Honorowej (Francja)